# Раково (Хощенський повіт)
Раково (пол. Rakowo) — село в Польщі, у гміні Кшенцин Хощенського повіту Західнопоморського воєводства.
Населення — 290 осіб (2011).
У 1975-1998 роках село належало до Гожовського воєводства.

## Демографія
Демографічна структура станом на 31 березня 2011 року:
|          | Загалом | Допрацездатний вік | Працездатний вік | Постпрацездатний вік |
| -------- | ------- | ------------------ | ---------------- | -------------------- |
| Чоловіки | 150     | 35                 | 108              | 7                    |
| Жінки    | 140     | 26                 | 79               | 35                   |
| Разом    | 290     | 61                 | 187              | 42                   |